# Karantchi
Karantchi (ou Karanchi) est une localité du Cameroun située dans le département du Mayo-Tsanaga et la Région de l'Extrême-Nord, dans les monts Mandara, à proximité de la frontière avec le Nigeria. Elle fait partie de la commune de Mogodé et du canton de Mogodé rural.

## Population
En 1966-1967, Karantchi comptait 640 habitants, pour la plupart des Kapsiki.
Lors du recensement de 2005, elle en comptait 2 361.

## Infrastructures
La localité dispose d'une école publique.